# Medea (Charpentier)
Médée (Medea) (H. 491) è una tragédie-lyrique in cinque atti e un prologo composta da Marc-Antoine Charpentier, utilizzando come libretto una riduzione della Medea di Pierre Corneille, che a sua volta è tratta dalla Medea originale di Euripide.
Fu rappresentata per la prima volta a Parigi presso il Théâtre du Palais-Royal il 4 dicembre 1693.
L'opera, il cui spartito venne pubblicato da Christophe Ballard nel 1694, fu dedicata al re Luigi XIV di Francia, che assistette alla prima. Si apre infatti con un prologo celebrativo, in cui la Vittoria e la Gloria cantano le lodi del monarca, che non ha alcun legame con le successive vicende di Medea e Giasone.
Nonostante il gradimento da parte del re, la recensione favorevole pubblicata dal Mercure, e il successo di pubblico nelle repliche, l'opera finì presto fuori repertorio perché osteggiata dai sostenitori di Jean-Baptiste Lully, guidati da Lecerf de la Viéville, nonostante la morte del compositore fosse avvenuta sei anni prima.

Si hanno notizie di una rappresentazione a Lilla nel 1711.
L'opera venne riscoperta solo alla fine del XX secolo. Nel 1984 fu eseguita da Michel Corboz, e messa in scena all'Opéra de Lyon con la regia di Robert Wilson, venendo contemporaneamente incisa in disco da William Christie.